# Uromyces hedysari-paniculati
Uromyces hedysari-paniculati ist eine Ständerpilzart aus der Ordnung der Rostpilze (Pucciniales). Der Pilz ist ein Endoparasit der Hülsenfrüchtlergattung Desmodium. Symptome des Befalls durch die Art sind Rostflecken und Pusteln auf den Blattoberflächen der Wirtspflanzen. Sie ist in weiten Teilen Amerikas verbreitet.

## Merkmale

### Makroskopische Merkmale
Uromyces hedysari-paniculati ist mit bloßem Auge nur anhand der auf der Oberfläche des Wirtes hervortretenden Sporenlager zu erkennen. Sie wachsen in Nestern, die als gelbliche bis braune Flecken und Pusteln auf den Blattoberflächen erscheinen.

### Mikroskopische Merkmale
Das Myzel von Uromyces hedysari-paniculati wächst wie bei allen Uromyces-Arten interzellulär und bildet Saugfäden, die in das Speichergewebe des Wirtes wachsen. Ihre Spermogonien wachsen oberseitig in kleinen Gruppen auf den Wirtsblättern. Die blattunterseitig wachsenden Aecien der Art sind weißlich und becherförmig. Ihre hyalinen Aeciosporen sind 22–23 × 21–24 µm groß, kugelig und warzig. Die blattunterseitig wachsenden Uredien des Pilzes sind zimtbraun und haben farblose Paraphysen. Die goldbraunen Uredosporen sind 21–25 × 17–20 µm groß, breitellipsoid und stachelwarzig. Die überwiegend blattunterseitig wachsenden Telien der Art sind schwarzbraun, pulverig und unbedeckt. Die kastanienbraunen Teliosporen sind einzellig, in der Regel ellipsoid bis breitellipsoid, glatt und meist 22–30 × 17–21 µm groß. Ihre Stiele sind farblos und bis zu 60 µm lang.

## Verbreitung
Das bekannte Verbreitungsgebiet von Uromyces hedysari-paniculati reicht von Ontario bis nach Südamerika.

## Ökologie
Die Wirtspflanzen von Uromyces hedysari-paniculati sind verschiedene Arten von Desmodium. Der Pilz ernährt sich von den im Speichergewebe der Pflanzen vorhandenen Nährstoffen, seine Sporenlager brechen später durch die Blattoberfläche und setzen Sporen frei. Die Art durchläuft einen makrozyklischen Entwicklungszyklus mit Spermogonien, Aecien, Telien und Uredien. Als autoöker Parasit macht sie keinen Wirtswechsel durch.